# Vitexin
Vitexin ist eine natürlich vorkommende chemische Verbindung. Als 8-C-Glucosyl-apigenin ist Vitexin ein Abkömmling des Apigenins, einem Pflanzenfarbstoff aus der Gruppe der Flavonoide. Das C-Glycosid ist strenggenommen kein echtes Glycosid, wird jedoch oft dieser Gruppe zugerechnet. Vitexin wirkt wie auch viele andere Flavonoide antioxidativ. In isolierter Form ist es ein kristallines gelbes Pulver.

## Vorkommen

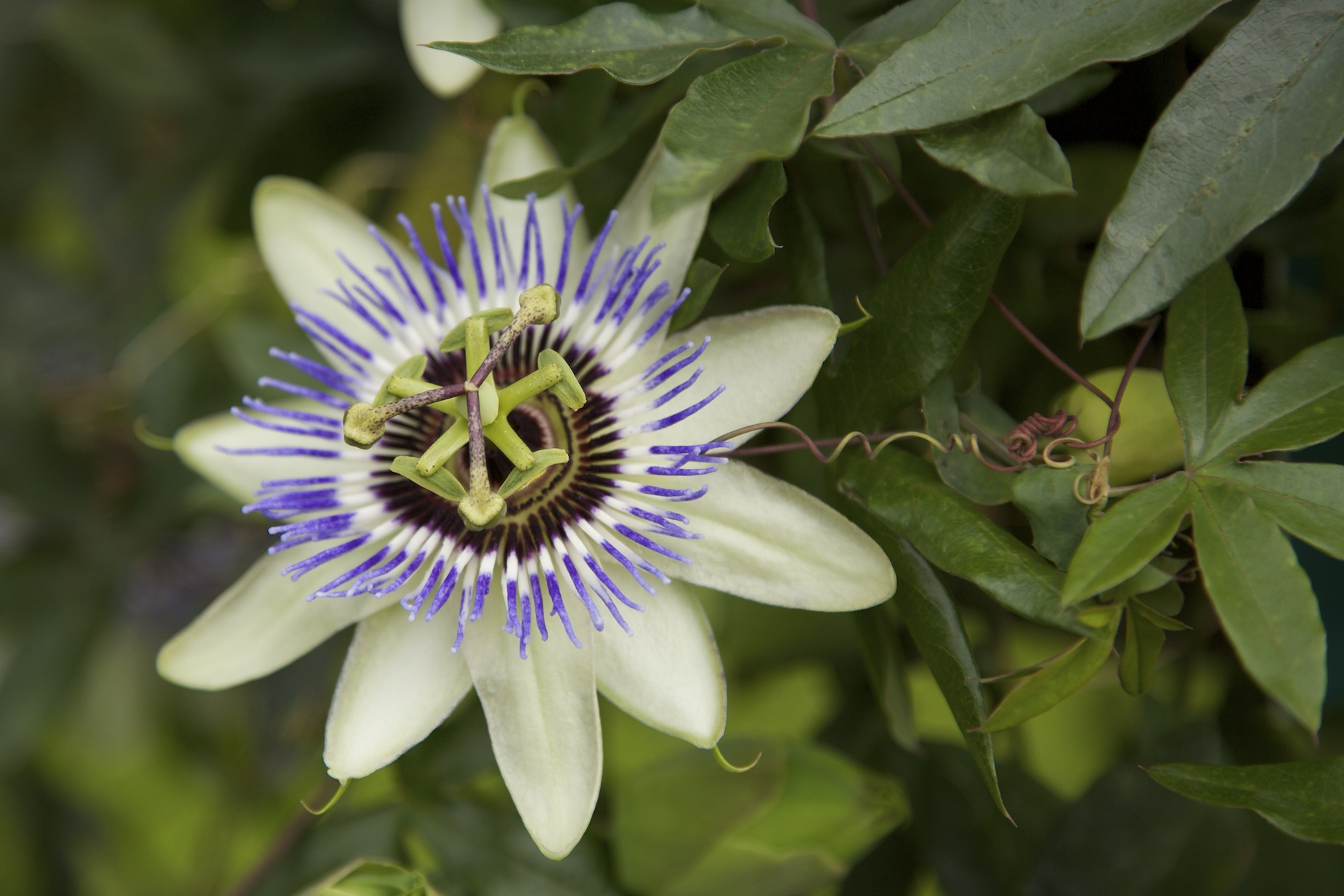
Blaue Passionsblume (Passiflora caerulea)

Vitexin kommt in der Passionsblume, in Brennnesseln und häufig auch in Weißdornblättern vor. Es wurde ferner in den Blättern einiger Bambussorten sowie bei Knöterichen (Persicaria), Roggen (Secale cereale) und in den Samen des Bockshornklee (Trigonella foenum-graecum) nachgewiesen.

## Strukturverwandte
Ein Isomer des Vitexins ist das Isovitexin (Apigenin-6-C-Glucosid).